# ISS-Expeditie 8
ISS Expeditie 8 was de achtste missie naar het Internationaal ruimtestation ISS. De missie begon op 20 oktober 2003. Er werd één ruimtewandeling uitgevoerd door de bemanning. Deze duurde 3 uur en 55 minuten.

## Bemanning
| Positie           | Ruimtevaarder                         |                                       |
| ----------------- | ------------------------------------- | ------------------------------------- |
| Bevelhebber       | Michael Foale, NASA 6e ruimtevlucht   | Michael Foale, NASA 6e ruimtevlucht   |
| Flight Engineer 1 | Aleksandr Kaleri, RSA 4e ruimtevlucht | Aleksandr Kaleri, RSA 4e ruimtevlucht |